# TURNING POINT (映画)
『TURNING POINT』（ターニングポイント）は、2022年・2023年・2024年に公開された日本映画。アイドルを目指す女性達とプロデューサーの男性の周囲で巻き起こる芸能界のトラブルが描かれる。
監督であるハシテツヤの実話を元に作られたストーリーとして、現実部分にリンクしている部分もあるとされている。

## EPISODE1

### ストーリー（EPISODE1）
アイドルを目指す坂本凛（雛田真依羽）が、豊満なバストを活かしてグラビア業界に進出するも、アイドルグループへの夢を捨てきれずに悶々とした日々を送る姿を描いてた。一方、グラビアアイドルを応援するアプリ「爆天」を開発していた原辰也（さがね・まさひろX-GUN）は、楽曲制作をきっかけにアイドルグループ「爆天グラマラス」をプロデュースすることになる。原のゲーム会社のスタッフ木村政行（大大大輔）と森田慎児（森一茂）と共にアイドル運営に尽力していく。坂本はこのグループに参加し、8人の仲間たちと出会うが当初は馴染めずにいた。メンバーそれぞれが悩みや不安を抱えながらも、夢を叶えるためにレッスンに励みむが、阿部優子（伊織いお）は枕営業、槙原彩奈（愛萌なの）パパ活、水野はな（なな茶）はアダルトビデオの勧誘、上原律子（未梨一花）はセクハラ被害、篠塚由梨（原つむぎ）はストーカー被害、松本エミリ（山本ゆう）は生活苦など、それぞれが様々なトラブルを抱えながらもライブデビューに挑む。

### キャスト（EPISODE1）
- 原 辰也：さがね・まさひろ（さがね正裕 X-GUN[3]）
- 坂本 凛：雛田真依羽[3]

- 木村政行：大大大輔[3]
- 森田慎児：森一茂[3]
- 元木真由美（爆天グラマラス）：長澤茉里奈[3]
- 吉村里緒（爆天グラマラス）：篠原冴美[3]
- 篠塚由梨（爆天グラマラス）：原つむぎ[3]
- 水野はな（爆天グラマラス）：なな茶[3]
- 上原律子（爆天グラマラス）：未梨一花[3]
- 阿部優子（爆天グラマラス）：伊織いお[3]
- 槙原彩奈（爆天グラマラス）：愛萌なの[3]
- 松本エミリ（爆天グラマラス）：山本ゆう[3]
- 工藤博信：伊藤ひろし[3]
- 松中剛志：國崎健一[3]
- 秋山 彰：コウガシノブ[3]
- 駒田詩織：堀内玲[3]
- 中畑裕美：髙島ひな[3]
- 矢沢未来：桜田茉央[3]
- 立浪千穂：まいりー[3]
- 金森健介：平山大[3]
- 杉内和哉：堀内充治[3]
- 田上寅之助：池下龍一郎[3]
- 古賀伸也：野々山郁也[3]
- 高木純也：藤巻勇気[3]
- 屋敷 巧：黒津勇介[3]
- 加藤祐司：森山光治良[3]
- 小久保裕樹：柳谷斉[3]
- 柳田義男：沓澤周一郎[3]
- 甲斐四郎：中村敦[3]
- 長嶋幸子（神楽坂51）：朝井瞳子[3]
- 張本志保（神楽坂51）：野口真緒[3]
- 別所和美（神楽坂51）：鈴木ゆうは[3]
- 堀内久美（神楽坂51）：龍澤ゆき奈（龍澤幸奈[3]）
- 大谷 楓（朝焼けシンデレラ）：東由樹[3]
- 前田典子（朝焼けシンデレラ）：佐藤あずさ[3]
- 菊池美緒（菊池美樹[3]）（朝焼けシンデレラ）：長野せりな[3]
- 筒香百華（朝焼けシンデレラ）：仙石みなみ[3]
- 藤浪麻衣：桐山瑠衣[3]
- 掛布美緒：みねりお[3]
- 村山瑞穂：愛場れいら
- 田淵里美：櫻茉日（櫻まひる[3]）
- 江夏みどり：高森あおい[3]
- 広沢清香：石川あんな[3]
- 池山梨奈：渋沢一葉[3]
- 新庄麻耶：朝比奈りる[3]
- 亀山カレン：椎葉ゆき[3]
- 斉藤悠美：加藤史枝[3]
- 清宮春菜：野々宮のの[3]
- 亀井亮介：たすく[3]
- 衣笠浩二：川越諒[3]
- 町田健二：杉山晃紀[3]
- 杉本亮介：桐矢彰吏[3]
- 川崎宗孝：奥村倫元[3]
- 千賀恭一：上堂地かんき[3]
- 小澤孝良：TSURUTA[3]
- 松田雅人：田井智之[3]

### 製作（EPISODE1）
- 雛田真依羽演じるヒロインのモデルは、本人であり、さがね・まさひろ(X-GUN)演じる原は監督ハシテツヤがモデルである。実際に雛田が結城ちか 名で活動していたアイドルグループGracoRex(グラコレックス)[4]の周辺に起こったエピソードが原案となっている。ハシは内容の80％以上が真実だと説明し、雛田と話した7年越しの企画を映像化した[2]。
- 主題歌「今だけを信じて」は、さがねとファンキー加藤が既知の友人で実現した。
- 坂本の実家のシーンは、実際に雛田の実家で撮影され、お母さん役には自身の母親が本人役で出演している。

### その他（EPISODE1）
- 2022年4月9日・10日にユナイテッド・シネマ アクアシティお台場で上映されたが[3]、10日当日はデーゲームで千葉ロッテマリーンズの佐々木朗希が完全試合を継続中のため上映時間が遅れた。

## EPISODE2

### ストーリー（EPISODE2）
デビューを果たした爆天グラマラスだったが、素人同然の原を疎ましく思う秋山や工藤らが運営チームから原を外す計画を立てる。原はライブ会場で知り合った神楽坂51のプロデューサーの藤本雅彦（いしだ壱成）からJapan Idol Festivalの情報を聞き、グループの目標にする事を決断する。藤本はアプリ開発のできる原に根本隆夫（ビートきよし）が主催するミスヤングワンダーのイベントアプリ制作の依頼をするなど、徐々に距離感を縮めていく。しかし、事務所に不満を持つ坂本と原が仲良くしている事が原因で工藤らに引き抜き疑惑をかけられた原は、ついに運営チームから追い出されてしまう。なんとか原は命名権と楽曲は死守したが、吉村里緒（篠原冴美）だけが残る形となった。坂本は事務所を辞めた後、グループにも居場所を失っていく。壊滅状態に陥った爆天グラマラスだったが、吉村の働くガールズバーの同僚、駒田詩織（堀内玲）が新メンバーに加入したのをきっかけに、キャバクラで出会った岡本菜緒（和地つかさ）やSNSで応募があった菅野こはる（風吹ケイ）、戸郷ひかる（日下部ほたる）らが爆天グラマラス２期生として集まってきた。そんな時、藤本からミスヤングワンダーの不正を持ち掛けれる原は困惑する。さらに藤本は新しく悩殺タイガースを誕生させてさらに勢力を強めていく。

### キャスト（EPISODE2）
- 原　辰也：さがね・まさひろ
- 坂本　凛：雛田真依羽
- 藤本雅彦：いしだ壱成
- 根本隆夫：ビートきよし
- 木村政行：大大大輔
- 森田慎児：森一茂
- 駒田詩織：堀内玲
- 元木真由美：仁井戸優
- 吉村里緒：篠原冴美
- 篠塚由梨：咲菜月
- 水野はな：仲村もなか
- 上原律子：入山愛
- 阿部優子：ツジ・ルイス
- 槙原彩奈：新井萌花
- 岡本菜緒：和地つかさ
- 菅野こはる：風吹ケイ
- 小林　愛：永瀬永茉
- 戸郷ひかる：日下部ほたる
- 工藤博信：伊藤ひろし
- 松中剛志：國崎健一
- 秋山　彰：平尾光
- 矢沢未来：桜田茉央
- 金森健介：平山大
- 杉内和哉：堀内充治
- 田上寅之助：池下龍一郎
- 小澤孝良：TSURUTA
- 高木純也：藤巻勇気
- 屋敷　巧：黒津勇介
- 加藤祐司：植田敬仁
- 小久保裕樹：TOMOYA
- 柳田義男：沓澤周一郎
- 甲斐四郎：中村敦
- 長嶋幸子：小日向ななせ
- 張本志保：野口真緒
- 別所和美：鈴木ゆうは
- 堀内久美：龍澤ゆき奈
- 岡田美鈴：山中知恵
- 掛布美緒：みねりお
- 村山瑞穂：愛場れいら
- 田淵里美：櫻茉日
- 江夏みどり：高森あおい
- 真弓菜々：峰りなこ
- 池山梨奈：渋沢一葉
- 笘篠　唯：麻倉ひな子
- 古田真奈：峯尾こずえ
- 飯田百合：宇佐美なお
- 牧　涼子：中島由依子
- 佐野　愛：松山あおい
- 村上翔子：古川由衣
- 山田香奈：南里
- 青木歩美：南野さら
- 亀井亮介：たすく
- 新垣秀一：楽しんご
- 東浜康二：渋谷りゅうき
- 塩見由香：松田つかさ
- 門田ひかり：花乃井美優
- 町田健二：杉山晃紀
- 吉田和夫：ノヨリマサノリ
- 塩見由香：松田つかさ
- 則本萌美：三月さくら
- 早川舞香：紺野つむぎ
- 岩村紀洋：石綿大夢
- 福留健二：源たいと
- 栗原直樹：平石佳啓
- 栗林淳夫：豊嶋悠輔
- 種田慎二：渡邊崇
- 浅村美優：桃池未依
- 金本重政：森田剛
- 桑田勝己：濱田晃輔

### 製作（EPISODE2）
- オープニング・テーマ：Stefa「Chasing Dreams」作詞・作曲 Shun[6]
- エンディング・テーマ：1-Girls「Just Me…」作詞・作曲 Shun[6]
- 挿入歌：平石佳啓「時雨の記-2021- feat. B-NINJAH,呂布カルマ,田中聖」[6]

### その他（EPISODE2）
- 2022年12月10日にユナイテッド・シネマ アクアシティお台場で上映された[6]。それに先立つ11月27日には「上映直前スペシャル企画」として、トーク＆ライブイベントが開催された[7]。
- 2022年12月31日に雛田真依羽が芸能界引退を発表し、本作品が最後の出演となる。
- 広告代理店の新垣秀一役で楽しんご、東浜康二役で渋谷りゅうきがコンビで出演している。
- いしだ壱成が植毛をした事がきっかけで薄毛の窓口がスポンサーとなった[8]。

## EPISODE3

### ストーリー（EPISODE3）
脳梗塞で倒れた木村が病床から復帰。爆天グラマラスのメンバー戸郷ひかると内緒で付き合っていた事でメンバー間に亀裂が生じる。公私混同する木村と戸郷に嫌気がさし、ついにリーダー的存在だった岡本が脱退してしまう。一方、ミスヤングワンダーに出演していた別所和美が藤本と根本の行った不正によりネット上で大バッシングにあってしまう。ついには別所が自殺未遂を起こしてしまう。神楽坂51のメンバー間でも戸惑う者が現れるがリーダー長嶋幸子（小日向ななせ）が毅然とした態度でチームを引っ張る。藤本は悩殺タイガースに新恋人の浅村美憂（桃池未依）を中心としたチーム作りを始め、井川慶子（藤田あずさ）らに反感を買っていく。そんな中で、藤本がセクハラしていたマスクガールズの奥川じゅん（恋渕ももな）は今だにトラウマに悩まされている。

### キャスト（EPISODE3）
- 原　辰也：さがね・まさひろ
- 藤本雅彦：いしだ壱成
- 根本隆夫：ビートきよし
- 斉藤和男：石田純一
- 栄村忠男：中川パラダイス
- 奥川じゅん：恋渕ももな
- 木村政行：大大大輔
- 森田慎児：森一茂
- 駒田詩織：堀内玲
- 元木真由美：仁井戸優
- 吉村里緒：篠原冴美
- 篠塚由梨：咲菜月
- 上原律子：青山泰菜
- 阿部優子：ツジ・ルイス
- 槙原彩奈：新井萌花
- 岡本菜緒：永山桜
- 菅野こはる：高梨瑞樹
- 小林　愛：永瀬永茉
- 戸郷ひかる：日下部ほたる
- 赤星優美：三葉みる
- 工藤博信：来栖光之氶
- 松中剛志：國崎健一
- 秋山　彰：平尾光
- 金森健介：平山大
- 杉内和哉：堀内充治
- 小澤孝良：TSURUTA
- 高木純也：藤巻勇気
- 屋敷　巧：黒津勇介
- 加藤祐司：植田敬仁
- 柳田義男：沓澤周一郎
- 甲斐四郎：中村敦
- 長嶋幸子：小日向ななせ
- 張本志保：野口真緒
- 別所和美：鈴木ゆうは
- 堀内久美：龍澤ゆき奈
- 岡田美鈴：山中知恵
- 掛布美緒：みねりお
- 村山瑞穂：愛場れいら
- 田淵里美：櫻茉日
- 江夏みどり：高森あおい
- 真弓菜々：峰りなこ
- 矢野曜子：水池愛香
- 八重樫雪子：福谷美乃莉
- 松田雅人：三又又三
- 飯田百合：宇佐美なお
- 和田清香：尾崎礼香
- 本多雄二：渡辺裕也
- 村上翔子：星乃まおり
- 山田香奈：南里
- 石川雅美：あんりーん
- 亀井亮介：たすく
- 山瀬郁恵：清瀬汐希
- 内山正恵：草野綾
- 門田ひかり：花乃井美優
- 町田健二：杉山晃紀
- 星野武臣：平岡拓真
- 周東京子：四宮由佳
- 脇谷秀一：ジーニー堤
- 岩村紀洋：石綿大夢
- 福留健二：源たいと
- 野村克己：あっち幾三
- 矢沢未来：平崎里奈
- 種田慎二：渡邊崇
- 浅村美優：桃池未依
- 金本重政：森田剛
- 桑田勝己：濱田晃輔
- 松中晴子：伊藤潤
- 松中千枝：白木姫奈
- 仰木彰宏：真嶋大智
- 土井正一：伊沢天寿

### 製作（EPISODE3）
- EPISODE3とEPISODE4は同時期に撮影されている。

### その他（EPISODE3）
- 2023年10月14日にユナイテッド・シネマ アクアシティお台場で上映された[10]。
- いしだ壱成と石田純一が親子共演を果たしている。
- EPISODE5から長野久恵役で出演する 千咲てらがエンドロール中の原の夢の中のシーンに登場している。

## EPISODE4

### ストーリー（EPISODE4）
根本と藤本からの提案でソロアイドルイベントに爆天グラマラスのメンバー菅野こはる（高梨瑞樹）が出演する事になる。雑誌にも取り上げられるようになり、徐々に爆天グラマラスの知名度も上がっていく。
劇団スタルヒン代表の栄村忠男（中川パラダイス）は吉村と駒田を劇団に入れ不穏な動きを見せ始める。別所和美（鈴木ゆうは）の自殺未遂により活動休止を決断する神楽坂51。それにより、神楽坂51が出演予定だったJapan Idol Festivalの出場枠をかけたサバイバルオーディションが藤本と根本により準備される。
爆天グラマラス、悩殺タイガース、ブルースワローズの3組による最後の出場枠１枠をかけた戦いが始まる。

### キャスト（EPISODE4）
- 原　辰也：さがね・まさひろ
- 藤本雅彦：いしだ壱成
- 根本隆夫：ビートきよし
- 斉藤和男：石田純一
- 栄村忠男：中川パラダイス
- 奥川じゅん：恋渕ももな
- 木村政行：大大大輔
- 森田慎児：森一茂
- 駒田詩織：堀内玲
- 元木真由美：仁井戸優
- 吉村里緒：篠原冴美
- 篠塚由梨：咲菜月
- 上原律子：青山泰菜
- 阿部優子：ツジ・ルイス
- 槙原彩奈：新井萌花
- 岡本菜緒：永山桜
- 菅野こはる：高梨瑞樹
- 小林　愛：永瀬永茉
- 戸郷ひかる：日下部ほたる
- 赤星優美：三葉みる
- 工藤博信：来栖光之氶
- 松中剛志：國崎健一
- 秋山　彰：平尾光
- 金森健介：平山大
- 杉内和哉：堀内充治
- 小澤孝良：TSURUTA
- 高木純也：藤巻勇気
- 屋敷　巧：黒津勇介
- 加藤祐司：植田敬仁
- 柳田義男：沓澤周一郎
- 甲斐四郎：中村敦
- 長嶋幸子：小日向ななせ
- 張本志保：野口真緒
- 別所和美：鈴木ゆうは
- 堀内久美：龍澤ゆき奈
- 岡田美鈴：山中知恵
- 掛布美緒：みねりお
- 村山瑞穂：愛場れいら
- 田淵里美：櫻茉日
- 江夏みどり：高森あおい
- 真弓菜々：峰りなこ
- 矢野曜子：水池愛香
- 八重樫雪子：福谷美乃莉
- 松田雅人：三又又三
- 飯田百合：宇佐美なお
- 和田清香：尾崎礼香
- 本多雄二：渡辺裕也
- 村上翔子：星乃まおり
- 山田香奈：南里
- 石川雅美：あんりーん
- 亀井亮介：たすく
- 山瀬郁恵：清瀬汐希
- 内山正恵：草野綾
- 門田ひかり：花乃井美優
- 町田健二：杉山晃紀
- 星野武臣：平岡拓真
- 周東京子：四宮由佳
- 脇谷秀一：ジーニー堤
- 岩村紀洋：石綿大夢
- 福留健二：源たいと
- 野村克己：あっち幾三
- 矢沢未来：平崎里奈
- 種田慎二：渡邊崇
- 浅村美優：桃池未依
- 金本重政：森田剛
- 桑田勝己：濱田晃輔
- 仰木彰宏：真嶋大智
- 土井正一：伊沢天寿

### 製作（EPISODE4）
- EPISODE3とEPISODE4は同時期に撮影されていたため、EPISODE3の上映から1ヶ月という異例の早さでEPISODE4の上映となった。

### その他（EPISODE4）
- 2023年11月11日にユナイテッド・シネマ アクアシティお台場で上映された[11]。
- 劇中の野球シーンでは、撮影後に実際に野球の試合が行われ、その試合で大大大輔が本塁打を放っている。

## EPISODE5

### ストーリー（EPISODE5）
菅野こはる（もものすけ）の元彼である星野武臣（平岡拓真）は、寄りを戻すためにライブ終わりに菅野に近づいてくる。心配した小林愛（伊村要）はヲタクに助けを求める。星野の先輩、栄村忠男（中川パラダイス）は吉村を自分の女にするために爆天グラマラスの壊滅させる計画を立てる。徐々にメンバーが辞めていきJapan Idol Festivalの直前にも関わらずメンバー数が3〜4人にまで減ってしまう爆天グラマラス。森田は秋葉原で黒江真知子（夏季）を勧誘、原の元カノ川相昌美（富樫未来）の紹介で長野久恵（千咲てら）が爆天グラマラスの新メンバーに加入。元マスクガールズの奥川じゅん（恋渕ももな）は、内山正恵（愛桜みさ）と山瀬郁江（中村美緒莉）に声をかけマスクガールズ復活を試みる。当時のボイストレーナーの山下智男（ICHIDAI）にも声をかけ、新生マスクガールズとして生まれ変わろうとした矢先に、藤本雅彦（北見寛明）の逆鱗に触れ言いがかりをつけられてしまう。

### キャスト（EPISODE5）
- 原　辰也：さがね・まさひろ
- 藤本雅彦：北見寛明
- 根本隆夫：ビートきよし
- 栄村忠男：中川パラダイス
- 奥川じゅん：恋渕ももな
- 木村政行：大大大輔
- 森田慎児：森一茂
- 駒田詩織：堀内玲
- 元木真由美：仁井戸優
- 吉村里緒：小林マイカ
- 篠塚由梨：咲菜月
- 阿部優子：ツジ・ルイス
- 槙原彩奈：新井萌花
- 菅野こはる：もものすけ
- 小林　愛：伊村要
- 長野久恵：千咲てら
- 黒江真知子：夏季
- 赤星優美：下平玲夏
- 松中剛志：國崎健一
- 秋山　彰：平尾光
- 金森健介：平山大
- 杉内和哉：堀内充治
- 高木純也：藤巻勇気
- 屋敷　巧：黒津勇介
- 加藤祐司：植田敬仁
- 長嶋幸子：小日向ななせ
- 張本志保：野口真緒
- 別所和美：鈴木ゆうは
- 堀内久美：龍澤ゆき奈
- 岡田美鈴：佐藤望美
- 掛布美緒：黒川むに
- 田淵里美：菊池まや
- 真弓菜々：蒼野杏
- 矢野曜子：水池愛香
- 八重樫雪子：福谷美乃莉
- 和田清香：尾崎礼香
- 村上翔子：星乃まおり
- 山田香奈：南里
- 石川雅美：宗像茜衣
- 亀井亮介：たすく
- 山瀬郁恵：中村美緒莉
- 内山正恵：愛桜みさ
- 星野武臣：平岡拓真
- 岩村紀洋：石綿大夢
- 福留健二：源たいと
- 矢沢未来：平崎里奈
- 種田慎二：渡邊崇
- 浅村美優：桃池未依
- 金本重政：森田剛
- 桑田勝己：濱田晃輔
- 山下智男：ICHIDAI
- 河内俊之：前田幸長
- 井端和博：矢島愛弥
- 吉川尚美：白鳥あわ
- 近本　光：星乃うめ

### 製作（EPISODE5）
- EPISODE5とEPISODE6は同時撮影を行なっている。

### その他（EPISODE5）
- 2024年11月23日にユナイテッド・シネマ アクアシティお台場で上映された[13]。
- 主題歌「VISIONARY OF JUNGLE(Neo)」のROLL DAYSのボーカルICHIDAIが俳優としても出演している。
- 友情出演で（渡辺美奈代）の長男（矢島愛弥）が出演している。
- 友情出演で元（プロ野球選手）の（前田幸長）が出演している。

## 主要キャストの遷移
| 役名       | Ep1        | Ep2          | Ep3          | Ep4          | Ep5          | Ep6          |
| ---------- | ---------- | ------------ | ------------ | ------------ | ------------ | ------------ |
| 坂本凛     | 雛田真依羽 | 雛田真依羽   |              |              |              |              |
| 藤本雅彦   |            | いしだ壱成   | いしだ壱成   | いしだ壱成   | 北見寛明     | 北見寛明     |
| 根本隆夫   |            | ビートきよし | ビートきよし | ビートきよし | ビートきよし | ビートきよし |
| 奥川じゅん |            |              | 恋渕ももな   | 恋渕ももな   | 恋渕ももな   | 恋渕ももな   |
| 吉村里緒   | 篠原冴美   | 篠原冴美     | 篠原冴美     | 篠原冴美     | 小林マイカ   | 小林マイカ   |
| 篠塚由梨   | 原つむぎ   | 咲菜月       | 咲菜月       | 咲菜月       | 咲菜月       | 咲菜月       |
| 元木真由美 | 長澤茉里奈 | 仁井戸優     | 仁井戸優     | 仁井戸優     | 仁井戸優     | 仁井戸優     |
| 槙原彩奈   | 愛萌なの   | 新井萌花     | 新井萌花     | 新井萌花     | 新井萌花     | 新井萌花     |
| 阿部優子   | 伊織いお   | ツジ・ルイス | ツジ・ルイス | ツジ・ルイス | ツジ・ルイス | ツジ・ルイス |
| 上原律子   | 未梨一花   | 入山愛       | 青山泰菜     | 青山泰菜     |              |              |
| 菅野こはる |            | 風吹ケイ     | 高梨瑞樹     | 高梨瑞樹     | もものすけ   | もものすけ   |
| 小林 愛    |            | 永瀬永茉     | 永瀬永茉     | 永瀬永茉     | 伊村要       | 伊村要       |
| 内山正恵   |            |              | 草野綾       | 草野綾       | 愛桜みさ     | 愛桜みさ     |
| 長嶋幸子   | 朝井瞳子   | 小日向ななせ | 小日向ななせ | 小日向ななせ | 小日向ななせ | 小日向ななせ |
| 張本志保   | 野口真緒   | 野口真緒     | 野口真緒     | 野口真緒     | 淑乃         | 淑乃         |
| 赤星優美   |            |              | 三葉みる     | 三葉みる     | 下平玲夏     | 下平玲夏     |
| 岡田美鈴   |            | 山中知恵     | 山中知恵     | 山中知恵     | 佐藤望美     | 佐藤望美     |
| 真弓菜々   |            | 峰りなこ     | 峰りなこ     | 峰りなこ     | 蒼野杏       | 蒼野杏       |
| 掛布美緒   | みねりお   | みねりお     | みねりお     | みねりお     | 黒川むに     | 黒川むに     |
| 田淵里美   | 櫻茉日     | 櫻茉日       | 永瀬結望     | 永瀬結望     | 菊池まや     | 菊池まや     |
| 岡本菜緒   |            | 和地つかさ   | 永山桜       | 永山桜       |              |              |